# 皇典講究所

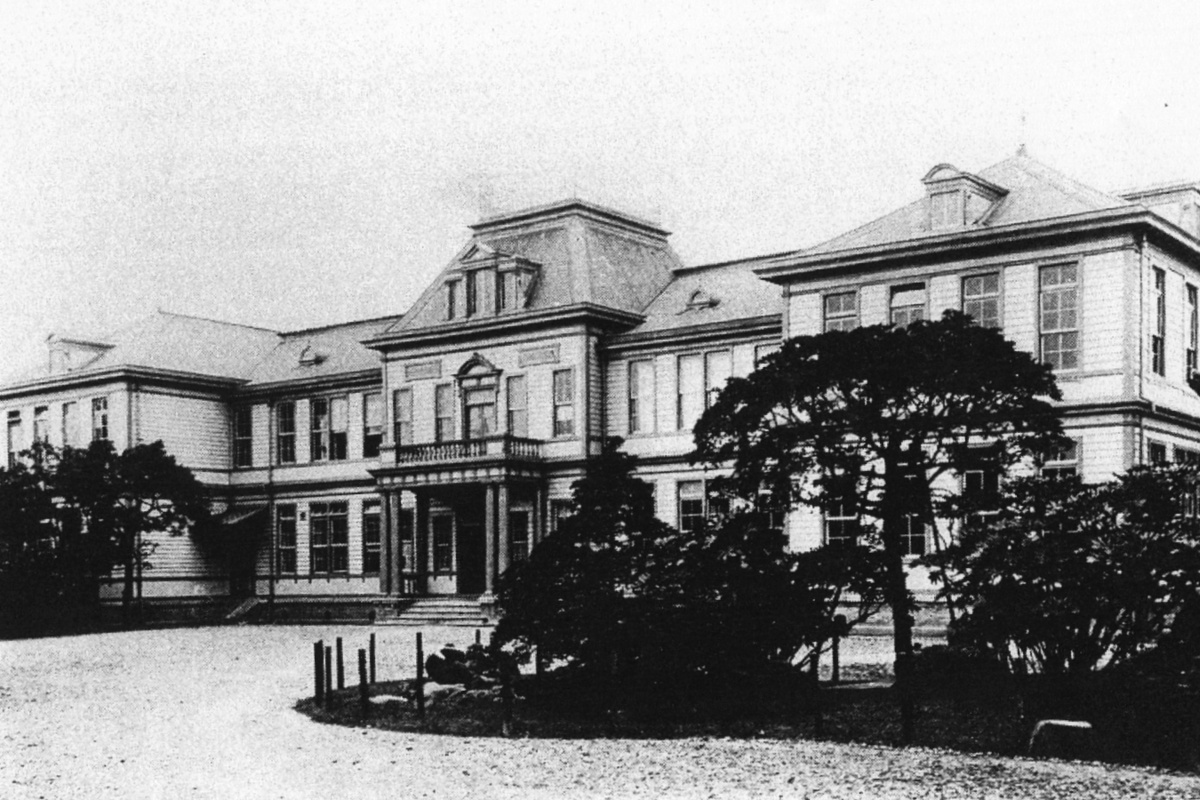
明治末期の皇典講究所

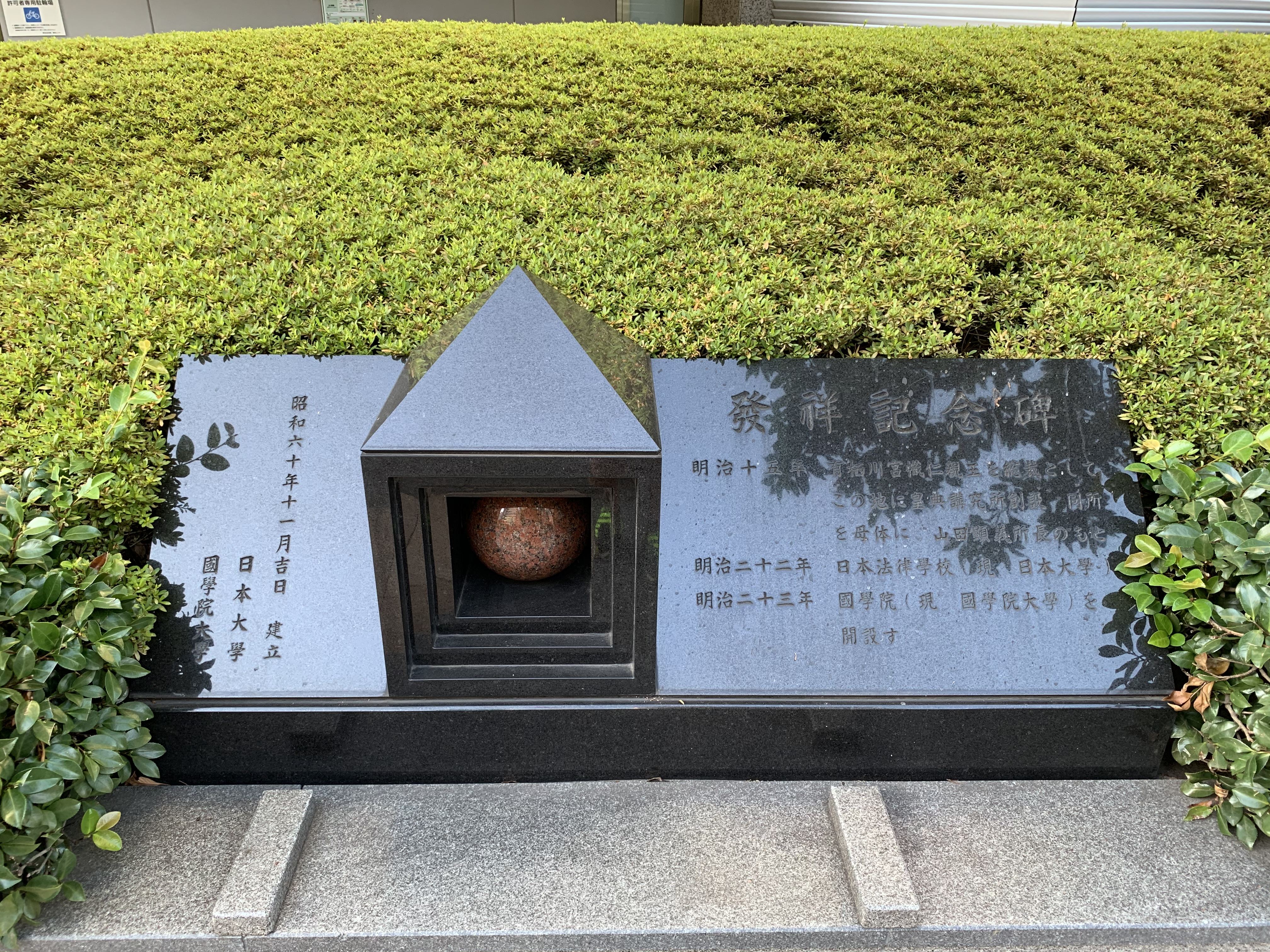
東京都千代田区飯田橋の東京区政会館前にある皇典講究所發祥記念碑。東京区政会館は皇典講究所のかつての所在地である。

皇典講究所（こうてんこうきゅうじょ、旧字体：皇典講󠄁究所󠄁）は、1882年（明治15年）に明治政府が神道事務局の後継団体として設立した神職養成の中央機関。内務省の委託によって神職養成を行っていたが、戦後のGHQによる占領政策の圧力を受けて1946年（昭和21年）に解散。神祇関係の大日本神祇会、神宮奉斎会と合併し宗教法人神社本庁を設立し統合。単独の法人として國學院大學を経営する財団法人國學院大學（学校法人國學院大學の前身）を設立した。また、皇典講究所内に開かれた日本法律学校は日本大学の前身である。皇典講究所の神職養成機関としての役割は國學院大學文学部神道学科を経て、同大神道文化学部に引き継がれている。

## 概要

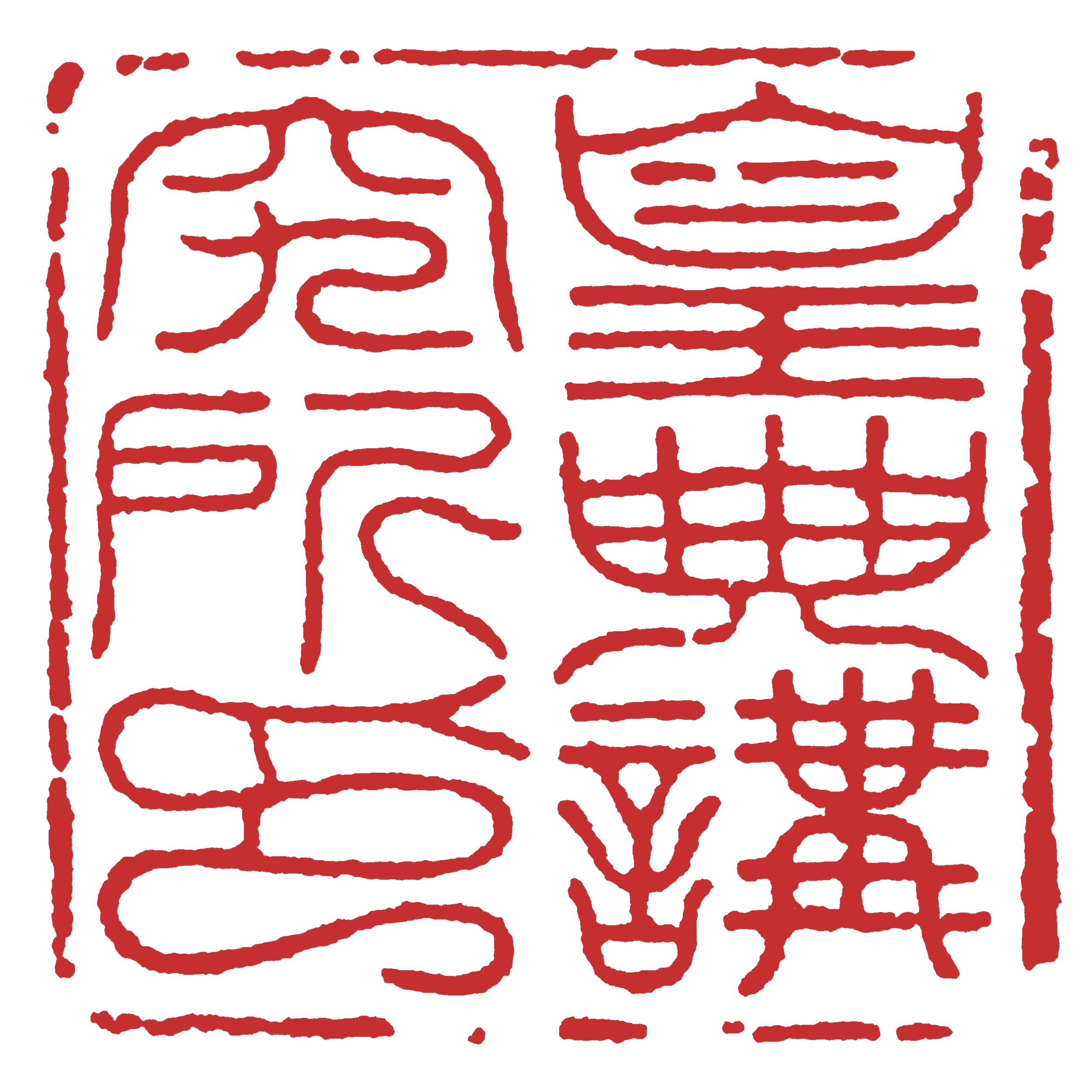
皇典講究所印印影

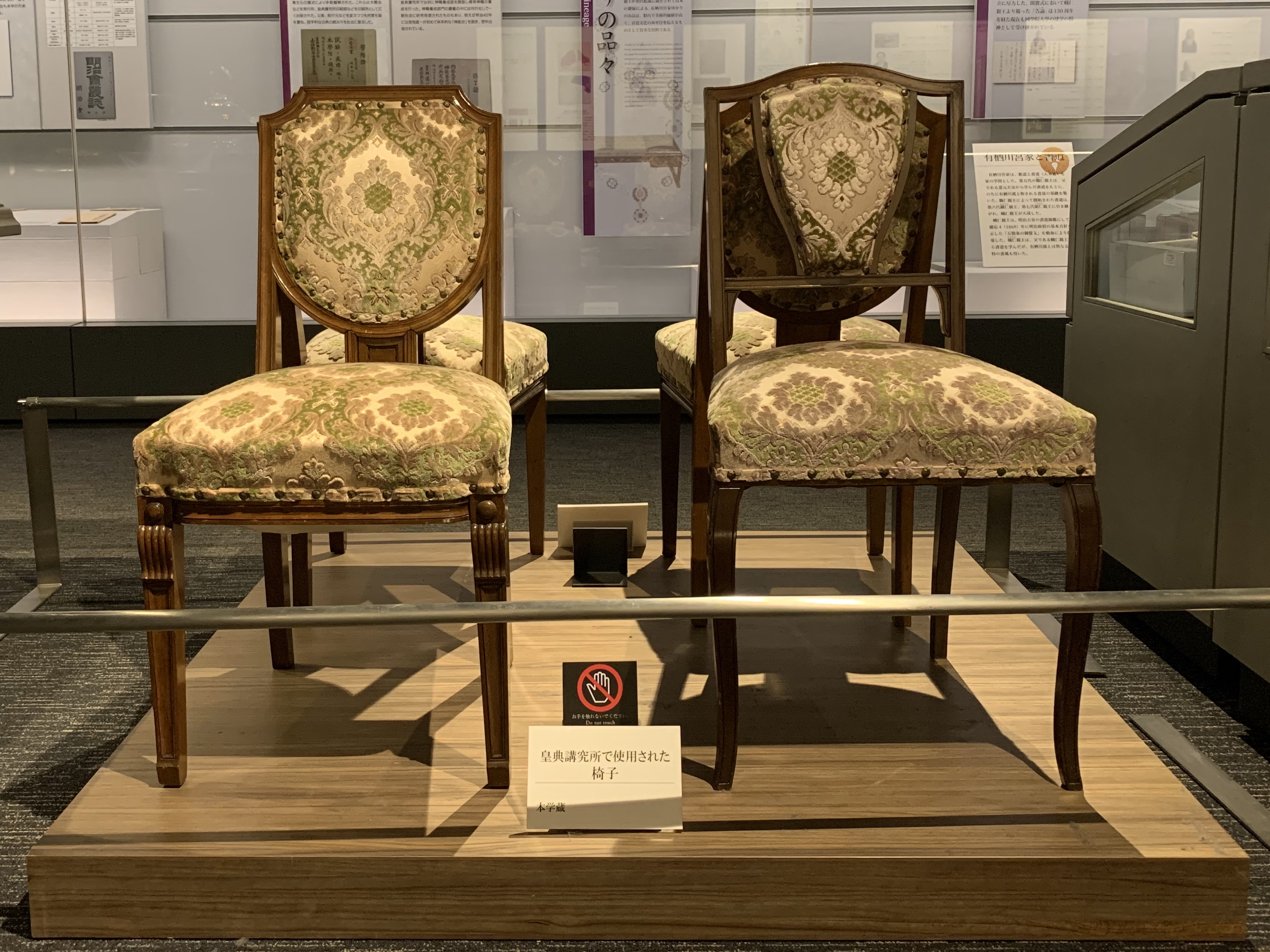
皇典講究所で使用された椅子（國學院大學博物館の展示）

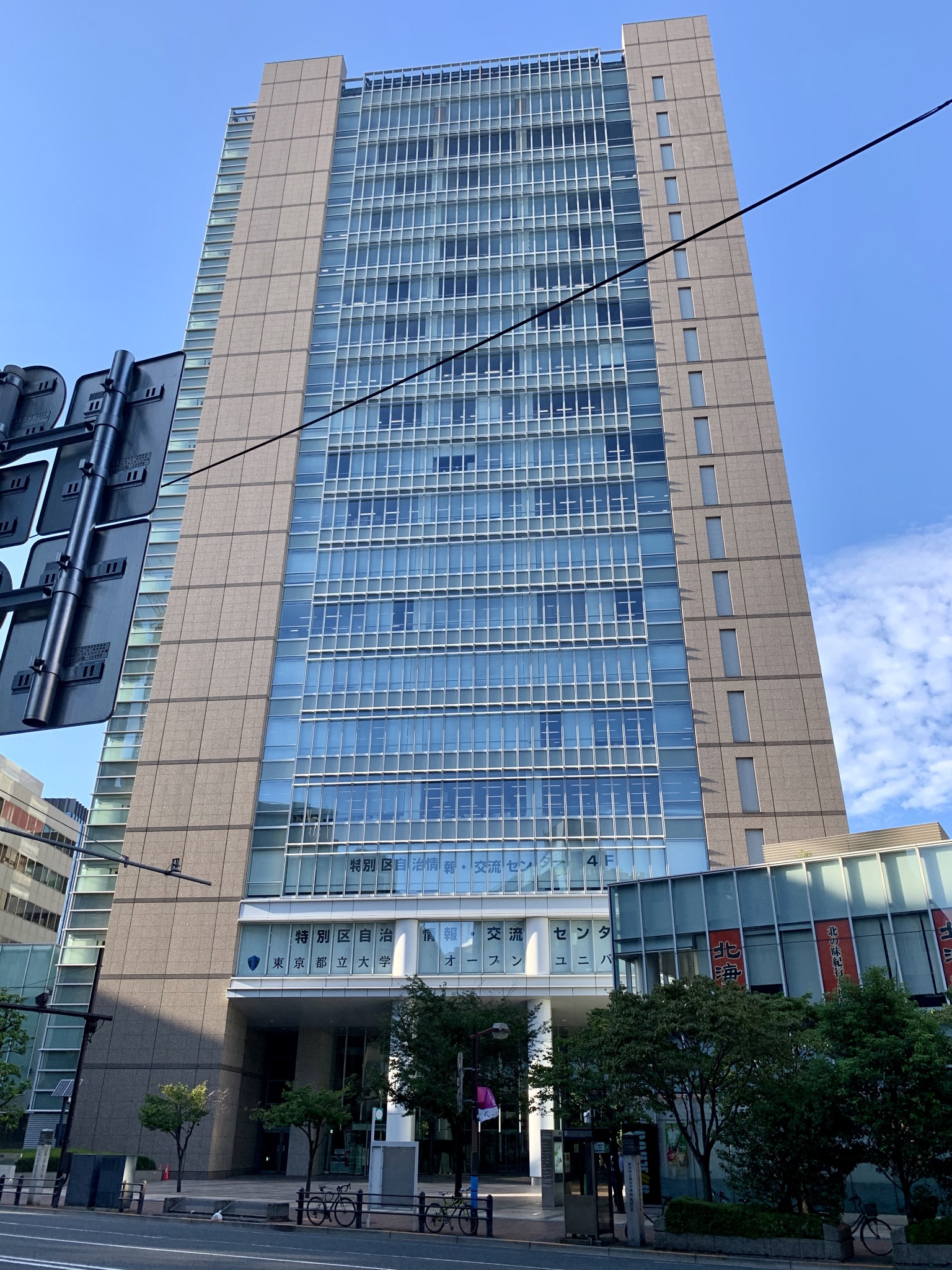
皇典講究所のかつての所在地にある東京区政会館

明治時代に国家神道が成立した宗教政策で、大衆へ向けて皇道の教化活動を行う機関として開講された学校である。1890年に教育事業が拡大され、國學院が開校された。
設立後、事業の一環として1889年（明治22年）2月より『皇典講究所講演』を発刊した。1890年（明治23年）には古事類苑の編纂事業が行われた。また、延喜式の編纂事業が行われ、1931年（昭和6年）には延喜式撰上1,000年を記念して『校訂延喜式』が刊行された。内務省の委託を受けて神官・神職の養成を行ったほか、皇典講究所・國學院大學出版部は、神官資格試験の参考書を多く刊行した。
設立とともに、神職の教導職兼務が廃止となって本務は祭祀に限定されることとなり、1884年には、教導職制度が廃止となる。国家は、神道を非宗教として扱ったまま、神職は公的な国家祭祀を斎行していた。やがて、財団法人に発展し、神道を国家の宗祀とした体裁が終わりを迎え、経営が困難になると、それまで神道人らの協力のもと、大日本神祇会、神宮奉斎会とともに神社関係の民間団体により共同経営された。

## 沿革
1877年（明治10年）頃、文明開化時勢の最中に大教宣布の不振、これに続く祭神論争によって、政府内から国学の研究を主旨とした学校設立を求める提案がされるようになった。1882年（明治15年）8月23日、明治天皇はその聖旨により、最も信頼を寄せていた有栖川宮幟仁親王を総裁に任命し、有栖川宮から令旨が奉じられた山田顕義ら内務省高官と、松野勇雄ら数名の国文学者によって、同年11月4日、飯田町に皇典講究所が開黌（かいこう）した。
皇典講究所は、修身・歴史・法令・文章の4科からなる文学部と、礼式・音楽・体操の3科からなる作業部の二部を擁して発足した。その開黌にあたって発表された「設立告文」によれば、文学部は「国典ヲ講明シ」、「徳性ヲ涵養セシメ、兼ヌルニ漢洋ノ学ヲ以テシ、其才識ヲ博メ」、「以テ国家有用ノ人物ヲ陶冶シ」、「大ニ国美ヲ海外ニ発揚スル」ことをその理念・目的とした。
開黌6年後の1888年（明治21年）には規則改正が行われた。その際の改正趣意書によれば、皇典講究所を国書専門の学生を養成する機関であると定め、国書専門家を招集し、わが国の文献で今日に徴証すべきものは細大漏らさず研究せしめることとしている。学科は政治学科・法制学科・文学科の3学科とし、文学科には言語・文章・風俗・天産・工芸・美術・農業・地理の課程が設けられた。
1889年（明治22）年2月11日に大日本帝国憲法が発布されると、法学界の中から外国の法理論は参考とし、日本の法律を中心に研究することを趣旨とする学校の設立を求める声が起こった。当時、初代司法大臣の任にあった山田顕義は、日本最初となるこの憲法の施行に向け日本独自の法典研究と教育が急務であると考え、自らが所長を兼ねていた皇典講究所内に「国法科」を新設することを構想した。また同時期、山田とは別に東京帝国大学教授・宮崎道三郎を中心とする若手の法律学者らによって日本法律を教授する学校の設立の計画が進められていた。
これらを契機として、山田は宮崎や憲法起草者である金子堅太郎ら法学者11名と協議し、1889（明治22）年10月、皇典講究所の中に「国法科」とはせずに、国法を専修する日本法律学校（後の日本大学）として開校した。日本法律学校は開校当初、皇典講究所の教室において講義を行なうこととした。
その後、1890年（明治23年）には皇典講究所に国史・国文・国法を教授する國學院を開校し、前年に山田顕義らにより設立された
第二次世界大戦終結後の1946年（昭和21年）1月25日に、GHQの圧迫により皇典講究所を解散し、財団法人國學院大學を設立。
なお、日本大学は、皇典講究所との深い関係性から1924年（大正13年）には神道教師の再教育を目的として神道講座を開講し、神道教派聯合会（後の教派神道連合会）によって神道奨学会が組織された。

### 年表

#### 発足から解散まで
- 1882年（明治15年）- 神道事務局の後継団体として発足。神職の教導職兼務が廃止となる[15]。3府40県に皇典講究所分所が設置される。初代文学部長に矢野玄道、初代総裁に有栖川宮幟仁親王が就任。校地を東京府麹町区飯田町（現・東京都千代田区飯田橋）に定め、皇典講究所が開黌。
- 1884年（明治17年）- 皇典講究所の官立移管運動が展開（- 明治18年）明治19年の幟仁親王薨去により頓挫。
- 1887年（明治20年）- 皇典講究所第1回卒業式。同窓生の会「水穂会」発足。（國學院大學院友会創始とする）
- 1888年（明治21年）- 府立一中校長・丸山淑人、松野勇雄、元田直、今泉定助らが皇典講究所に補充中学校を設立。後に私立学校の共立中学校に改組。
- 1889年（明治22年）- 山田顕義、皇典講究所初代所長に就任。皇典講究所内に日本法律学校を設立。（日本大学法学部の前身）
- 1890年（明治23年）- 皇典講究所に教育機関として國學院を設置。黒川真頼が教鞭をとる。
- 1893年（明治26年）-  日本法律学校が司法省指定学校になり、同校卒業生に判事検事登用試験受験資格が与えられる。
- 1894年（明治27年）- 共立中学校を城北中学校と改称し東京府へ移管。（都立戸山高校、城北中学校・高等学校などの前身）
- 1895年（明治28年）- 日本法律学校が 大日本教育会（神田区一ツ橋通）内に移転。
- 1896年（明治29年）- 日本法律学校が財団法人に改組し皇典講究所から組織的独立。
- 1898年（明治31年）- 皇典講究所が財団法人として認可される。
- 1899年（明治32年） - 内務省より神職養成事業を委託される。
- 1900年（明治33年）- 禮典調査会を設置。
- 1909年（明治42年）- 神職養成部を設置。
- 1923年（大正12年）- 渋谷氷川裏御料地に移転。
- 1930年（昭和05年）- 神殿鎮座。
- 1944年（昭和19年）- 國學研究所を設置。
- 1946年（昭和21年）-  連合国軍最高司令官総司令部の占領による圧力に対抗し、1月に発展的に解消した。翌月、宗教法人神社本庁を設立。大日本神祇会、神宮奉斎会とともに統合し、3月に単独の法人として財団法人國學院大學（学校法人國學院大學の前身）を設立した。

#### 解散後
- 1955年（昭和30年）- 國學院大學日本文化研究所が設置され、皇典講究所の研究を承継。
- 1985年（昭和60年）- 日本大学と國學院大學が共同で皇典講究所跡地（千代田区飯田橋3-5-5 東京区政会館前）に発祥記念碑を建立。
- 2007年（平成19年）- 学校法人國學院大學は、皇典講究所を商標登録した。 登録番号第5018534号[22]。

## 基礎データ
- 所在地：東京市麹町区飯田町五丁目8番地（現在の東京都千代田区飯田橋）
- 面積：1,666坪1合9勺
- 定員：300名

### 設置課程（開設当初）
- 本科3年、予科2年
  - 文学部（修身・歴史・法令・文章の4科）
  - 作業部：二部（礼式・音楽・体操の3科）

## 備考
告諭
明治15年11月4日、近代国家の学黌（がっこう。「学校」と同義、読みも同じ）として、日本独自の学問を講究するという意図を告諭している。
設立日
設立が正式に認可されたのは1882年8月23日であり、9月1日に開黌式を実施する予定であったが、総裁有栖川宮幟仁親王の体調により延期され、11月4日となった。授業は9月から実施されていた。
「六月三日、校地を東京市麹町区飯田町五丁目八番地の旧旗本秋元隼人邸に定め、（中略）八月二十一日には「従前之生徒寮ヲ止メ、専ラ国典ヲ研究スル為メ、皇典講究所ヲ設置致シ云々」といった内容の「皇典講究所設置願」を岩下方平神道副総裁名で山田顕義内務卿に提出し、同23日に認可となっている。後日、財団の登記日はこの日を以って設立日とした。

## 公私学校
皇典講究所は、構内に研究を目的とした機関を設立した。所長山田顕義司法大臣は、1889年（明治22年）に日本法律学校を創設し次いで翌年、國學院を設立。その後、公私法律学校を育成した。
法律学校

1889年に皇典講究所所長であった司法大臣山田顕義は、日本の法体系の整備として、日本古来の法と外国の法による日本独自の法典研究を目的とした教育機関を皇典講究所内に設立した。
國學院
また法律学校に続いて、1890年に国史、国文、国法を研究して、国家概念すなわち民族の方向性と神道の教学機関として、国学の普及および神職養成を行うための國學院を開院した。

## 役職者
國學院大學の役職者については國學院大學の人物一覧#役職者を参照。

### 総裁
- 有栖川宮幟仁親王 1882年（明治15年）2月-1886年（明治19年）1月
- 竹田宮恒久王 1908年（明治41年）5月-
- 北白川宮成久王 1908年（明治41年）-1923年（大正12年）
- 久邇宮邦彦王 1927年（大正13年）11月-1930年（昭和5年）
- 閑院宮載仁親王 1930年（昭和5年）-1945年（昭和20年）
- 梨本宮守正王 1945年（昭和20年）-1946年（昭和21年）

### 副総裁
- 久我建通 1882年（明治15年）9月-
- 佐佐木高行 1910年（明治43年）3月-
- 鍋島直大 1918年（大正7年）4月-1921年（大正10年）6月
- 江木千之 1932年（昭和7年）8月-
- 平沼騏一郎 1945年（昭和20年）-

### 所長
- 山田顕義 1889年（明治22年）1月-1895年（明治28年）
- 佐佐木高行 1896年（明治29年）6月-1910年（明治43年）3月
- 芳川顕正 1910年（明治43年）3月-1911年（明治44年）3月
- 鍋島直大 1911年（明治44年）3月-1918年（大正7年）4月
- 土方久元 1919年（大正8年）-
- 小松原英太郎 1919年（大正8年）-1920年（大正9年）
- 一木喜徳郎 1920年（大正10年）-1925年（大正14年）
- 江木千之 1925年（大正14年）2月-1932年（昭和7年）8月
- 徳川圀順 1933年（昭和8年）-
- 佐佐木行忠 1936年（昭和11年）5月-1946年（昭和21年）3月

### 幹事長
- 杉浦重剛 1899年（明治32年）年5月-
- 山田新一郎 1912年（明治45年/大正元年）-1917年（大正6年）
- 桑原芳樹 1917年（大正6年）-

### 幹事
- 高山昇 1902年（明治35年）-
- 賀茂百樹 1903年（明治36年）4月-1905年（明治37年）10月
- 石川岩吉 1909年（明治42年）-
- 桑原芳樹 1917年（大正6年）-
- 副島知一 1926年（大正15年/昭和元年）-

### 専務理事
- 桑原芳樹 1918年（大正7年）-
- 岩元禧 1924年（大正13年）-
- 副島知一 1933年（昭和8年）-
- 高山昇 1937年（昭和12年）-
- 吉田茂

### 理事
- 今泉定助 1918年（大正7年）3月-
- 和田豊治 1921年（大正10年）-
- 河野省三 1935年（大正10年）-
- 植木直一郎 1945年（昭和20年）-

## その他
教学分離による旧内務省の再編として、当時、神道取調掛に任命されていた内務卿の山田顕義が神道大会議終了後の建議により決定している。1885年内閣制が定められ、1886年に伊藤博文は官吏養成機関を設置した。1889年大日本帝国憲法の制定により、皇学から官学中心の高等教育体制の周辺部に移行していった。神職養成機関は、伊藤の政策により帝国大学令を定め官吏養成機関へと移り変えられていった。こうして、明治29年法律第八十九号の公益法人の設立が施行し、1898年施行の新民法によって、当時、近代的組織であった財団法人（公益法人）に移行した。